# Alla Helgons kyrka, Södertälje
Alla Helgons kyrka, Södertälje är en kyrkobyggnad i Östertälje socken, Södertälje kommun. Den är församlingskyrka i Östertälje församling, Strängnäs stift.

## Allmänt
Alla Helgons kyrka är huvudkyrkan i Östertälje församling och är belägen i stadsdelens centrala delar, nära Östertälje station. I byggnaden finns också bland annat församlingshemmet och arbetsrum för personalen. Församlingshemmet byggdes om och utökades år 2007. Alla Helgons kyrka, som invigdes den 19 december 1962 (endast ett par veckor innan Östertälje kommun upphörde), är ritad av den kände arkitekten Rolf Bergh och har 162 fasta sittplatser. Kyrkan kallas ibland i folkmun för "Östertälje kyrka".

## Exteriör
Kyrkan är belägen på en tallbevuxen södersluttning i anslutning till en gammal grustäkt, som har formats som en amfiteatralisk uteplats vid vars scen kyrkan placerats. Två höga väggar av gjuten fasadbetong omsluter kyrkan mot öster och söder som ett skydd mot trafikbuller. Mot norrsluttningen är väggarna murade, och söderut mot uteplatsen är de öppna. 
Kyrkans tak av blank aluminium speglar himlen, och solreflexerna i taket syns över hela Södertälje.  
Församlingshemmet i två våningar har utsikt söderut mot Södertälje kanal. Kyrkan och församlingshemmet ligger direkt bredvid varandra med vapenhuset och sakristian inpassade.
Klockstapeln av timmer, som står väster om kyrkan, bär upp två klockor.

## Interiör
Inne i kyrkorummet med dess grå betongväggar finns på östra väggen fyra bronsreliefer av skulptören Martin Holmgren som föreställer "Herdarnas syn i julnatten", "Maria med Jesusbarnet", "Varför sörjen I?" och "Jesu uppståndelse". 
Dessa reliefer flankeras av två skimrande glasmålningar. 
Alla glasmålningarna i kyrkan är utförda av konstnären Folke Heybroek. Av korfönstren framställer det vänstra "Jag är A och O" och det högra "Ordets förkunnelse genom Anden". Fönstret vid piscinan har den kända fisksymbolen, och de två fönstren i orgelkoret vill åskådliggöra det livgivande regnet. Den tolv meter långa bildsviten längs den norra väggen beskriver ett antal bibliska motiv sammanhållna av ett blått band som symboliserar floden Jordan, med en rörelse fram mot altaret. Innanför de höga västfönstren finns två dekorativa konstsmiden med växtmotiv av konstnären Tore Bergh. Predikstolen är uppbyggd av betong och ek, och dopfunten är gjord av ett granitblock med skål av glas. Takkronan vid västra gaveln är utförd av järn och brons, och takkronan över dopfunten i kristall, båda ritade av arkitekten. Textilierna har komponerats av textilkonstnären Alice Lund och Folke Heybroek. Kyrkans orgel är tillverkad av firman  Åkerman & Lund.

## Orgel
- Den nuvarande orgeln är byggd 1964 av Åkerman & Lund, Knivsta och är en mekanisk orgel.

| Huvudverk I   | Svällverk II        | Pedal         | Koppel |
| Rörflöjt 8´   | Gedackt 8´          | Subbas 16´    | I/P    |
| Principal 4´  | Rörflöjt 4´         | Kvintadena 4´ | II/P   |
| Waldflöjt 2´  | Principal 2´        |               | II/I   |
| Mixtur 3 chor | Sesquialtera 2 chor |               |        |
|               | Scharf 2 chor       |               |        |
|               | Tremulant           |               |        |
|               | Crescendosvällare   |               |        |

## Bildgalleri

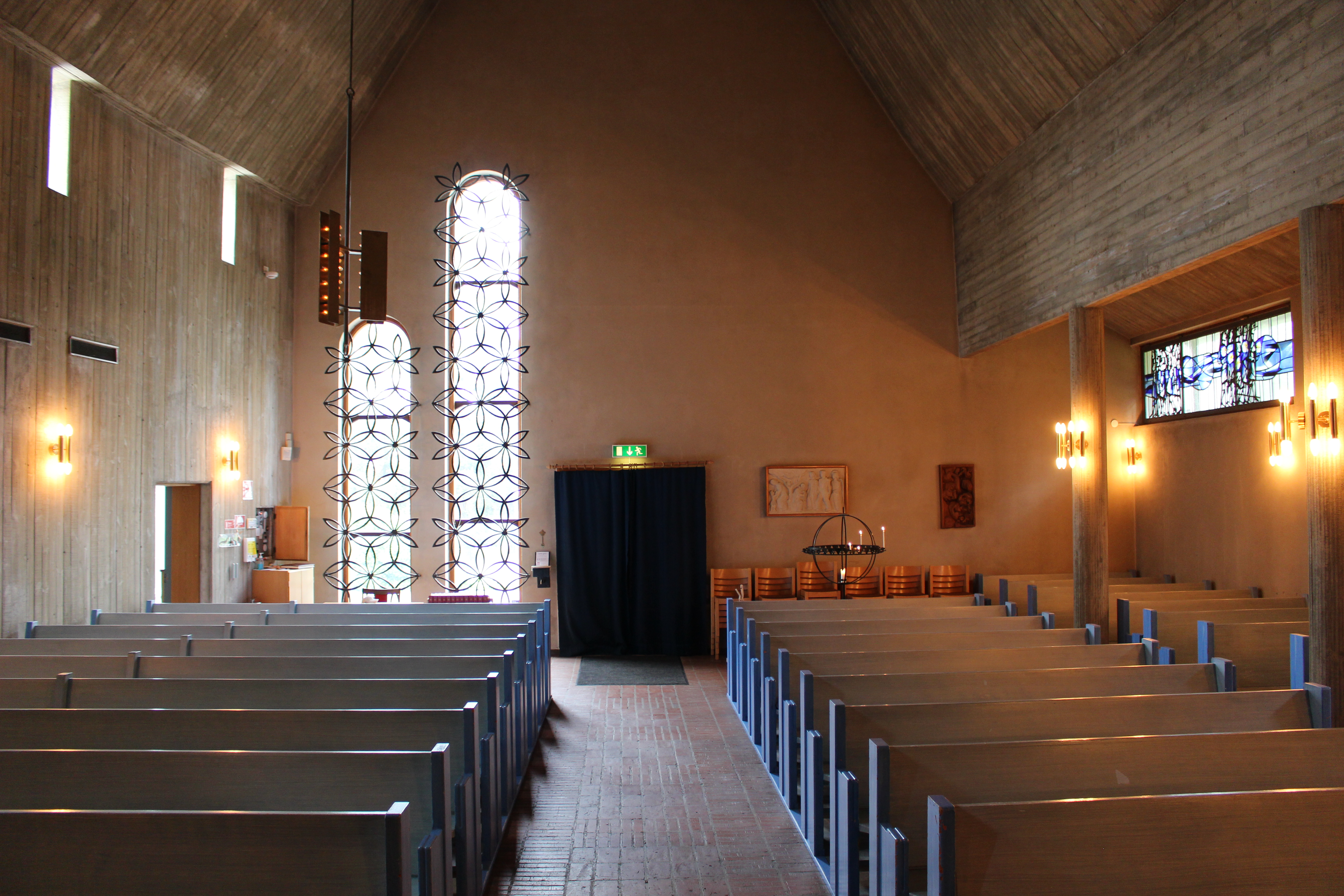
Kyrkorum mot ingång
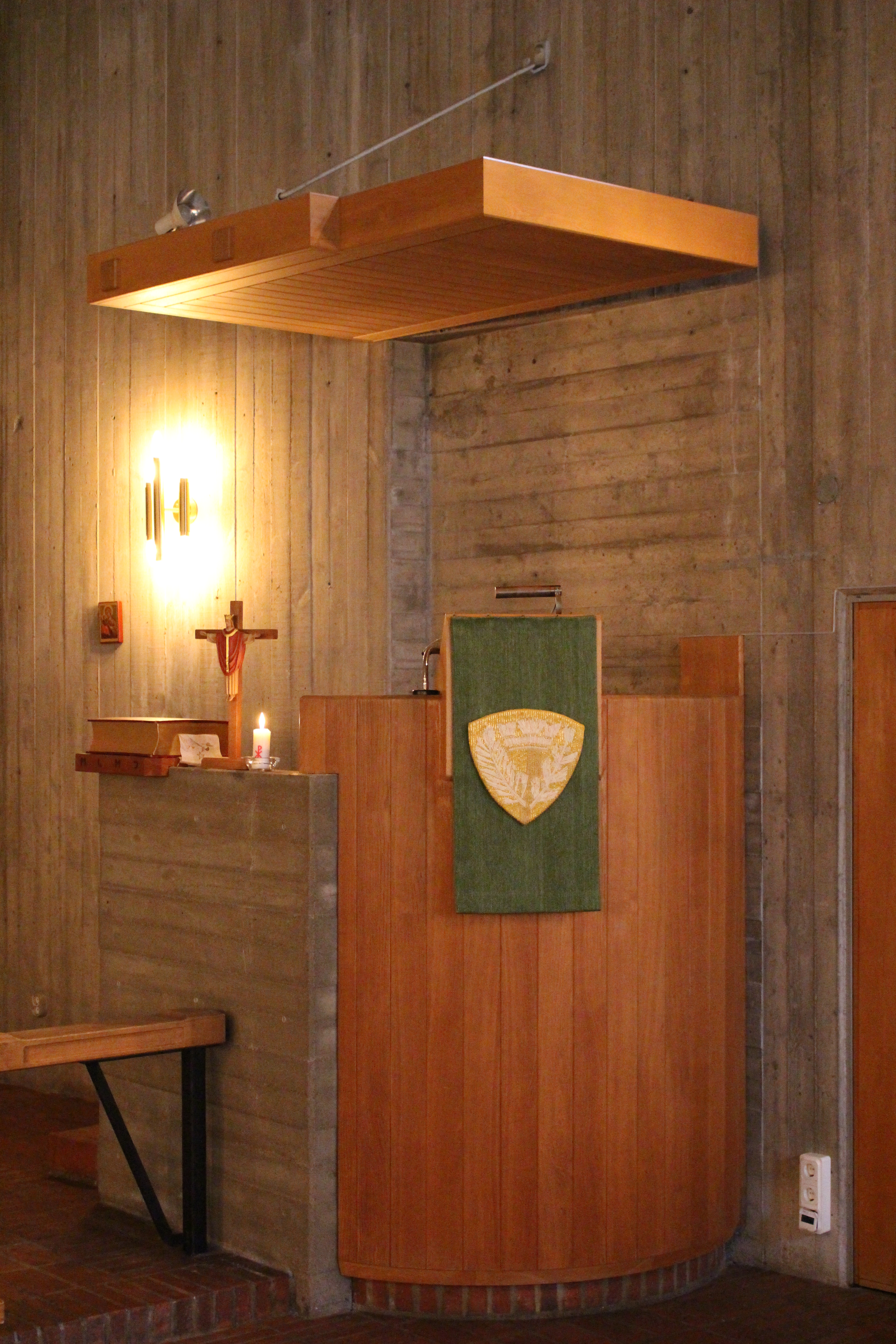
Predikstol
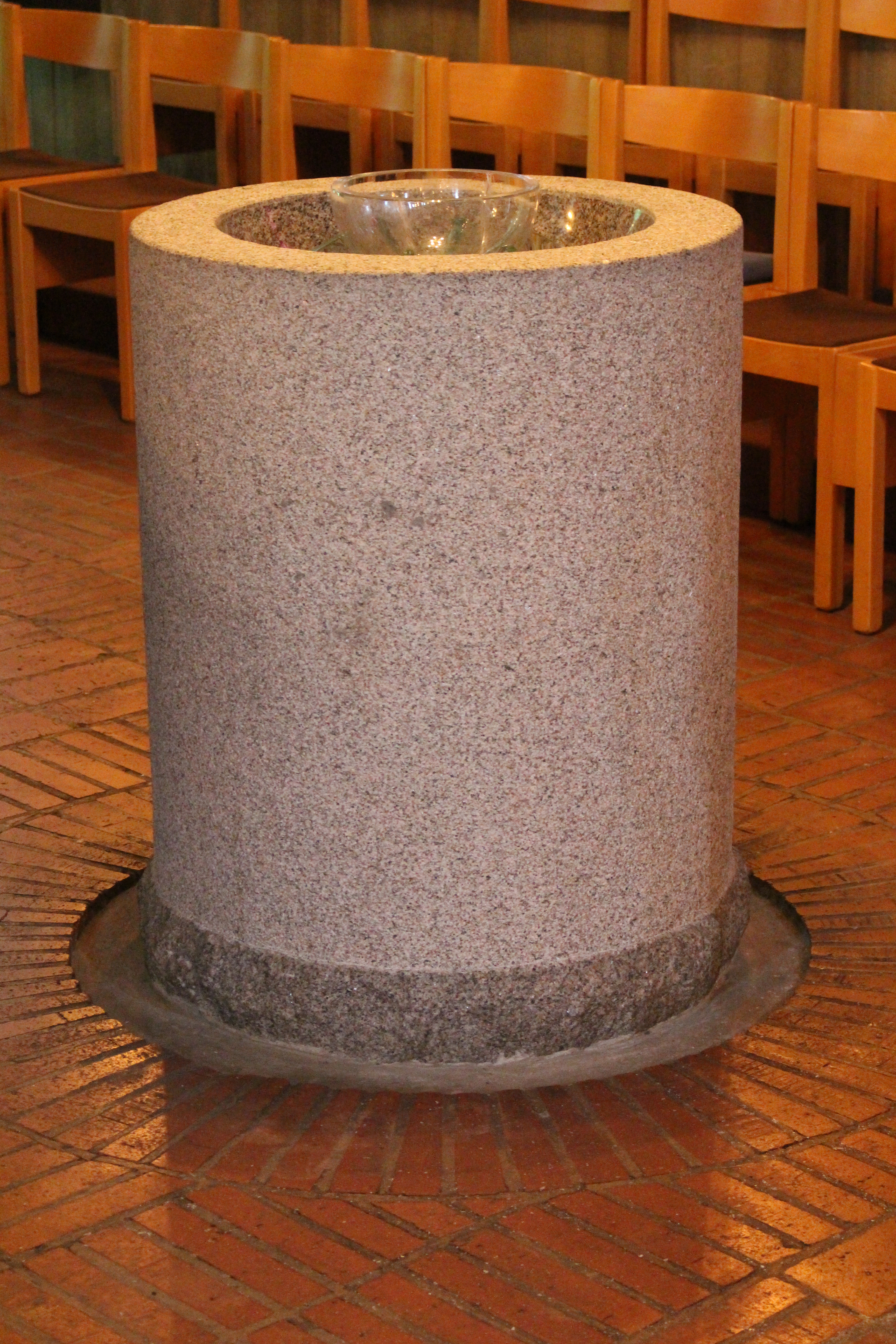
Dopfunt
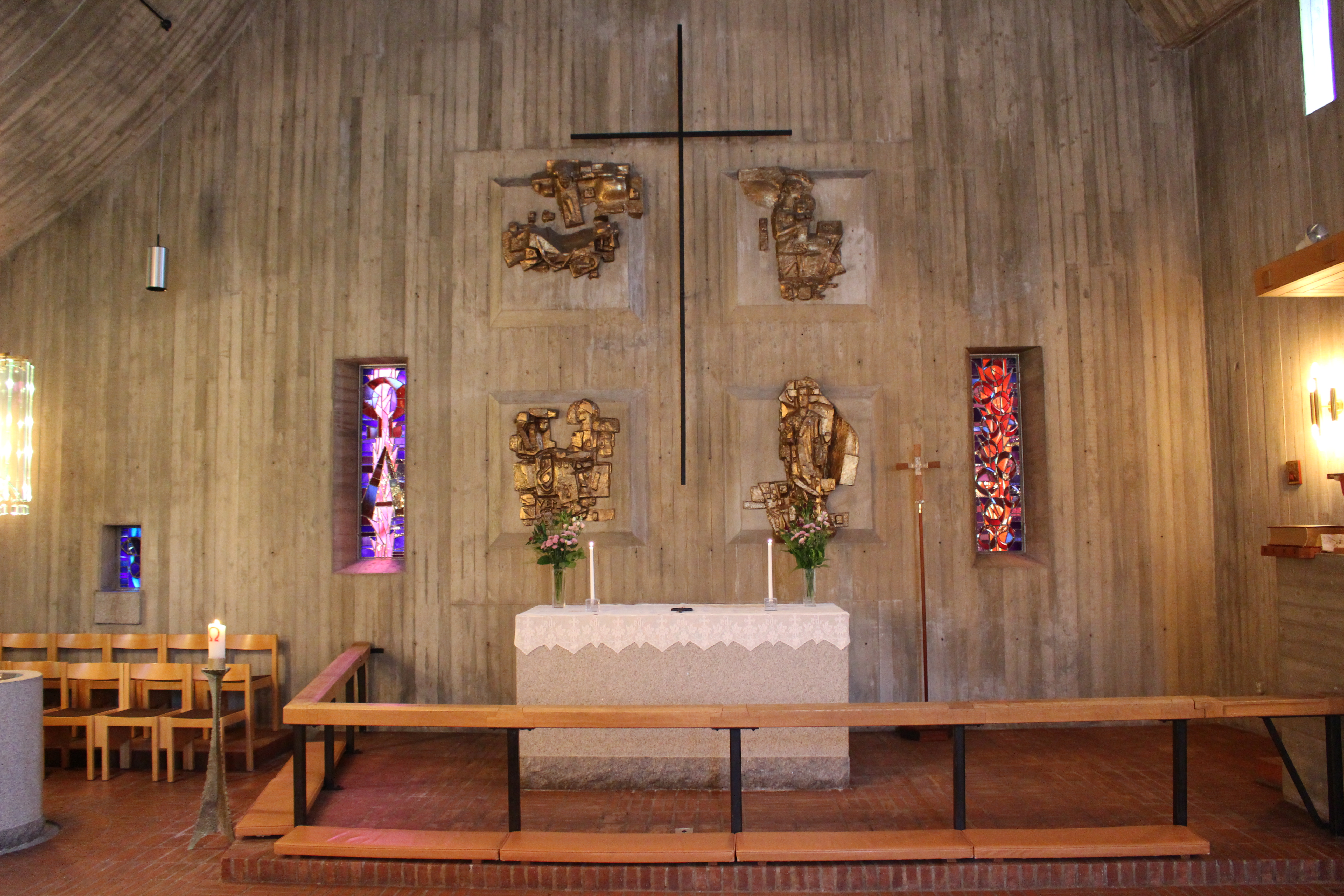
Kor och altare
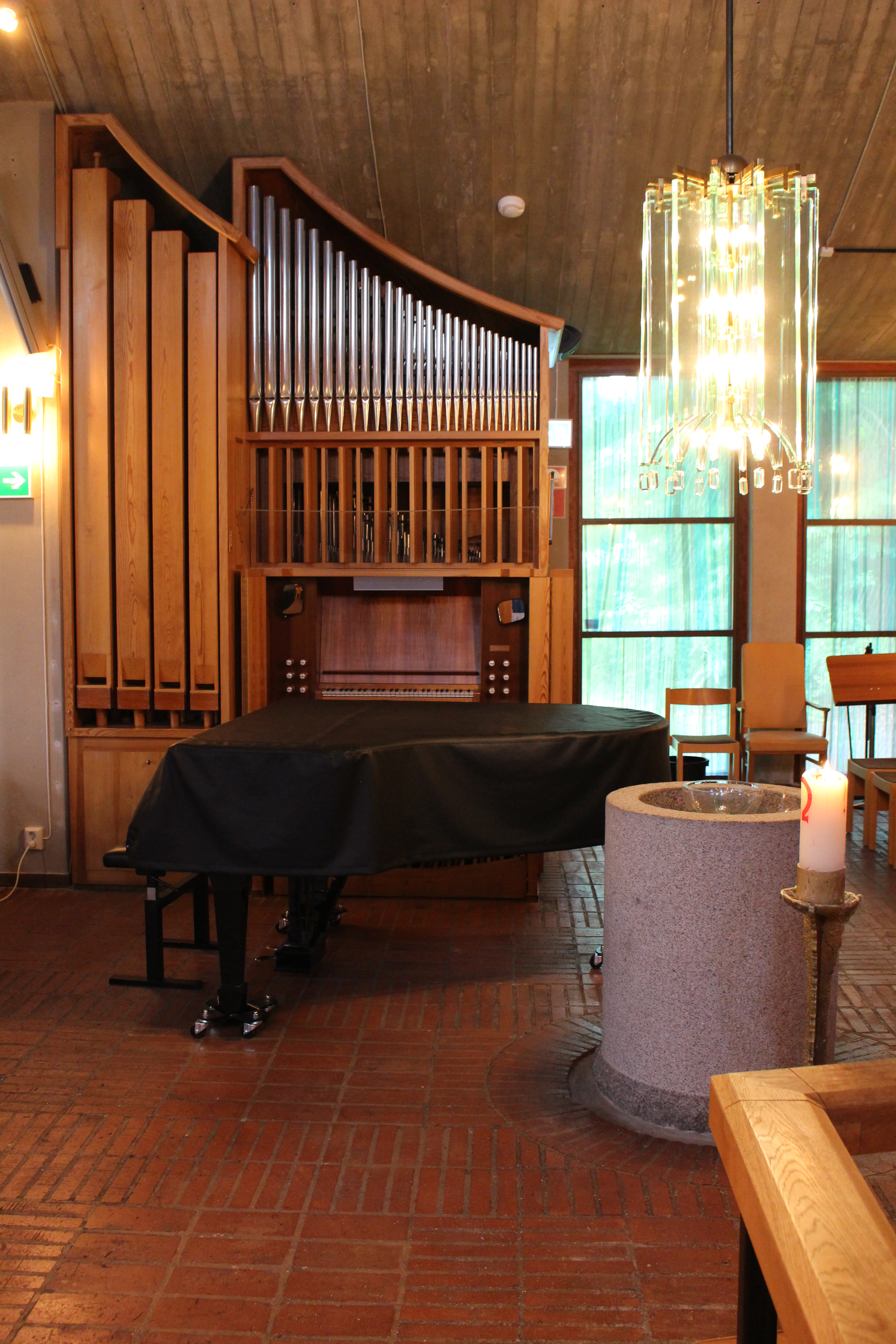
Orgeln
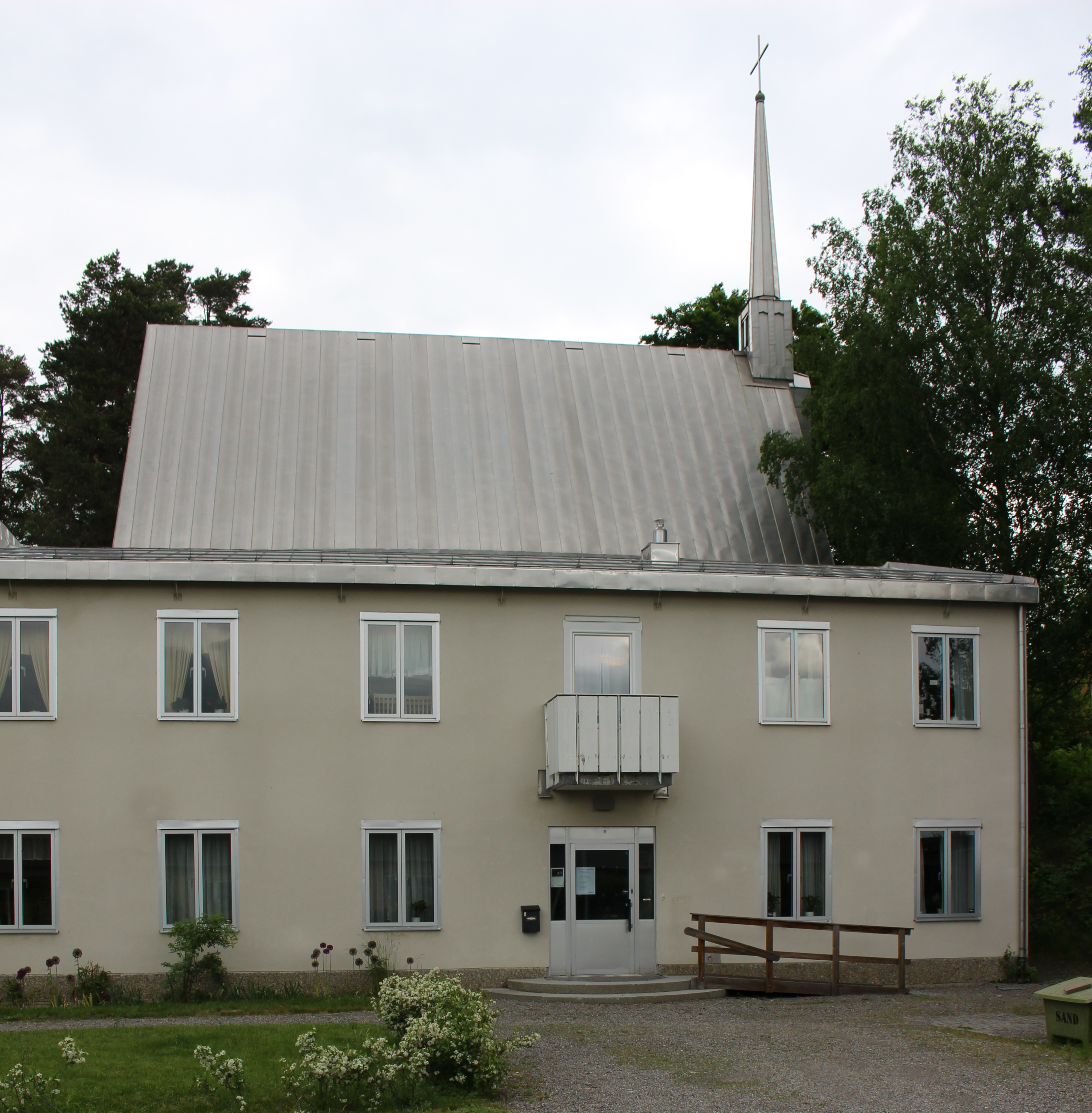
Kyrka och församlingslokal från söder.
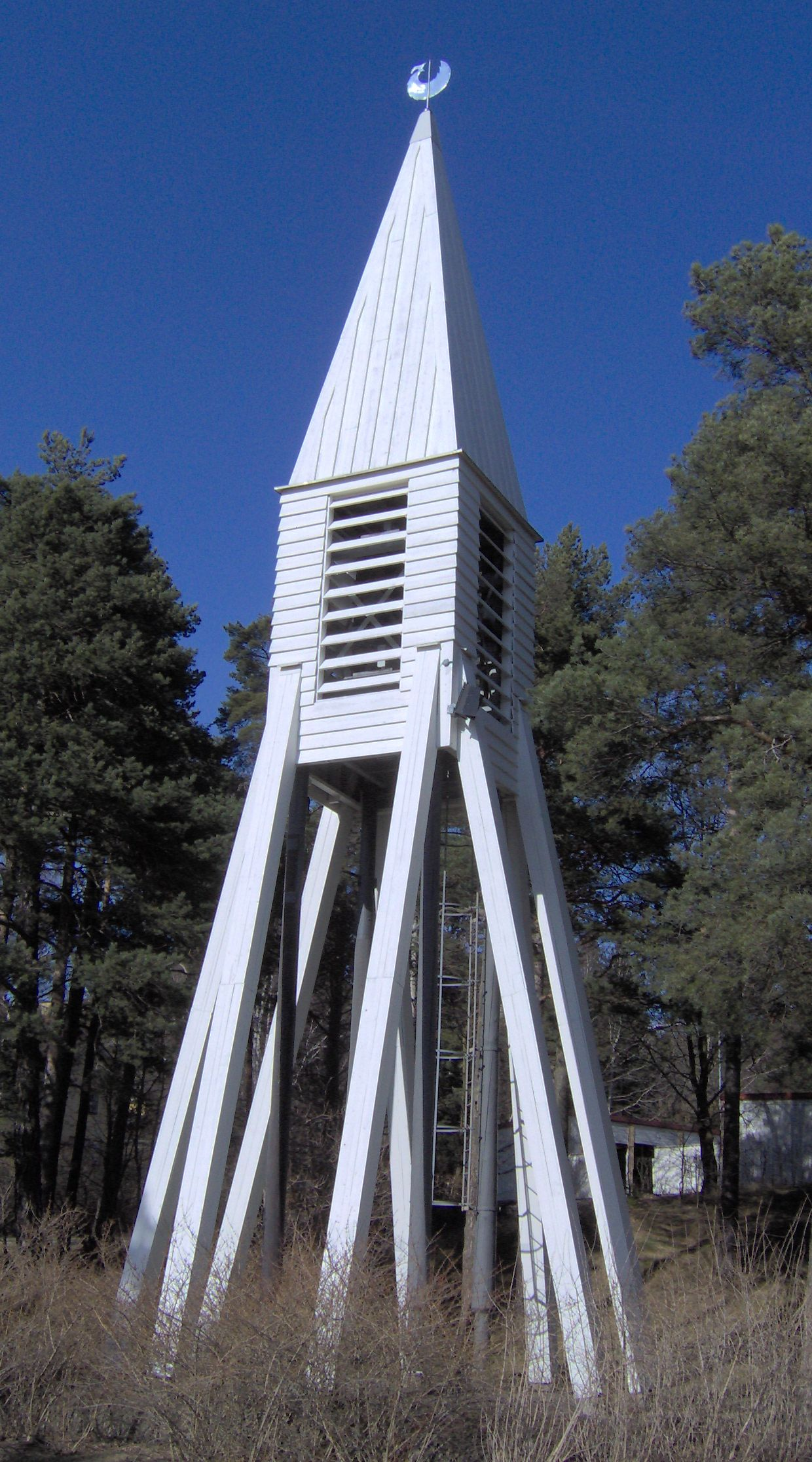
Klockstapeln norr om kyrkan.

### Webbkällor
- byggnadspresentation
- Östertälje kyrka från svenskakyrkan.se